# USS Commencement Bay (CVE-105)
L’USS Commencement Bay (CVE-105) est un porte-avions d'escorte de classe Commencement Bay de l'US Navy construit à partir de 1943 par Todd Pacific Shipyards à Seattle est mise en service en 1944.